# Josephburg
Josephburg est un hameau (hamlet) du Comté de Strathcona, situé dans la province canadienne d'Alberta.

## Démographie
En tant que localité désignée dans le recensement de 2011, Josephburg a une population de 142 habitants dans 59 de ses 67 logements, soit une variation de -7,8 % par rapport à la population de 2006. Avec une superficie de 2,460 6 km2, le hameau possède une densité de population de 57,709 5 hab/km2 en 2011.
Concernant le recensement de 2006, Josephburg abritait 144 habitants dans 61 de ses 62 logements. Avec une superficie de 0,237 1 km2, le hameau possédait une densité de population de 607,3 hab/km2 en 2006.